# マイクロフォン

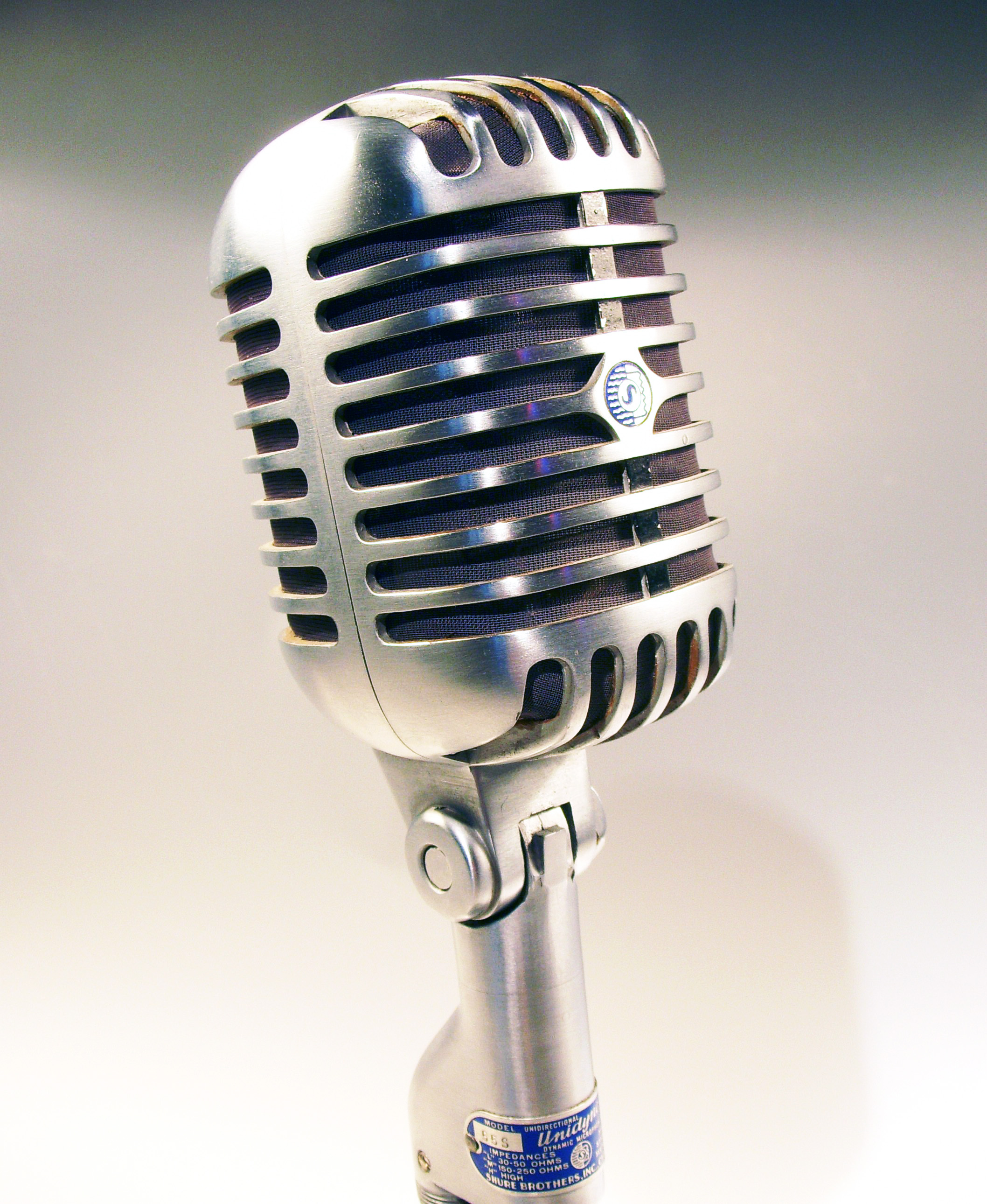
Shure Brothers社のマイクロフォン

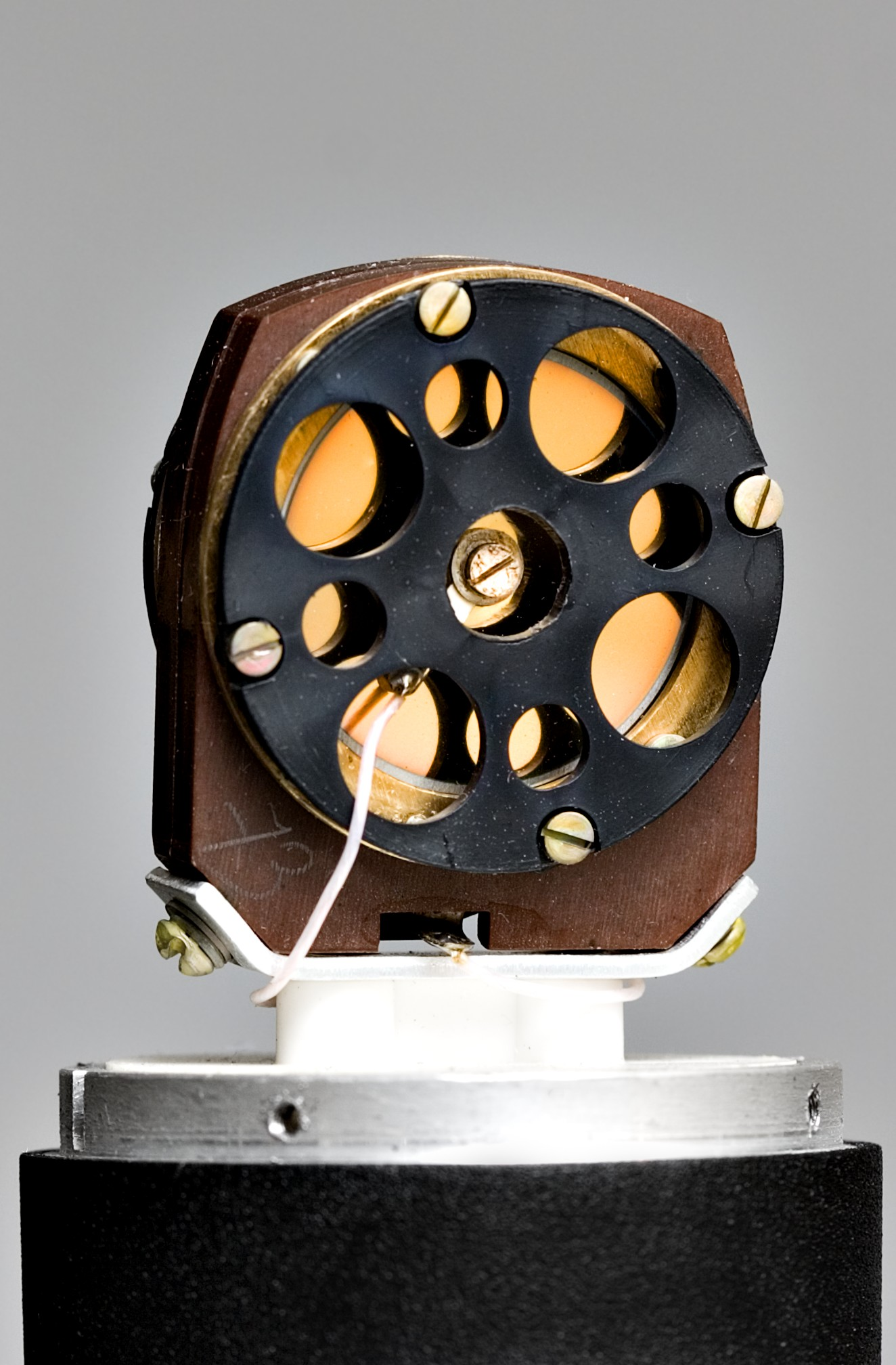
コンデンサマイクロフォン（ウィンドスクリーンを外したところ）

マイクロフォンまたはマイクロホン（英: microphone）は、音を電気信号に変換する電子部品である。また、それが内蔵された集音を目的とした応用機器としての音響機器もマイクと呼ばれる。略称マイク（英: mic）。
一般にマイクロフォンやマイクと言われる場合は、部品としてのマイクではなく、応用機器のマイクを示す。

## 概要
音（空気振動）をダイヤフラム等で受け止め、これを電気信号に変換する音響機器である。電気音響変換器の一種。
箱型に多い、ダイヤフラムが筐体内に垂直に立った状態で音を受けるタイプを「サイドアドレス」、円筒の中にダイヤフラムが固定され、概して円筒の軸方向に指向性を持つタイプを「エンドアドレス」と呼ぶ。エンドアドレスマイクは特に「ペンシルマイク」と呼ばれることもある。円筒形でありながらサイドアドレスタイプというマイクもAKG/TelefunkenのC12などが存在する。
ダイヤフラムの大きさによって、周波数特性・過渡特性や高域での指向特性が異なる。サンケンのCU-41のように口径の異なる複数のダイヤフラムを持ったマイクもある。

## 原理による分類

### ムービング・コイル型
ダイナミックマイク（動電型マイク）の一種で、永久磁石と可動コイルを組み合わせたマイク。可動線輪型。

#### 構造と動作原理
電磁誘導（コイルを永久磁石のそばで振動させ、コイル内の磁束を変化させるとコイルに起電力が発生する）を利用したマイク。
コイルはプラスチックフィルムをドーム状に成形した振動板（ダイヤフラム）に固定されていて、そのダイヤフラムが音波を受けて振動し、磁界内でコイルが動くことにより音声信号を得る。

#### 特徴と応用
機構が単純で電池や電源も不要、丈夫で湿度にも強く、また大音量でも歪みにくい。しかし、コイルを含み振動系の質量が大きいため、高音域には応答しにくく、また歌手が手に持って歌うときに、マイクを握る時に発生する摩擦音や掌の筋肉が発する音などの機械的振動を拾いやすい。この欠点に対処するためにエレメントを防振材で支持するのが一般的であるが、機構的に振動を打ち消す工夫をしたものもある。一般的にはコンデンサマイクよりも特性は劣るが、使いやすく丈夫な点、特有の音質などを買われて、舞台などPAを必要とする場面や、マイクが多少乱暴に扱われるような場面で、ボーカル、ドラム、ギターアンプ等の集音に用いられる。
なお、ダイナミックスピーカーとは構造が同じである。この構造のマイクやスピーカーには入出力の可逆性があり、音声信号を加えればスピーカーとして動作し、音声を加えれば振動により電気が発生しダイナミックマイクとして動作する。ただし、設計とは逆に使うと周波数特性や能率が悪くなる。また、マイクに音声信号を加えると強い電流により恒久的な不具合を起こすため通常はスピーカーとしては利用されない。一方、一部のインターホンやトランシーバー等では、部品数を減らすために、ダイナミックスピーカーをマイクとして兼用している。
ヤマハの「SUBKICK」など、ダイナミックスピーカーをバスドラム用の収音マイクとして使っている応用例もある。

### リボン型
上記ムービング・コイル型と並ぶ、ダイナミックマイクの一種。永久磁石と可動金属リボンを組み合わせたマイク。

#### 構造と動作原理
ムービング・コイル型では磁界中にコイルを配置するが、リボン型では薄い金属膜（主としてアルミ箔、新しいものでは耐久性の高いカーボンナノチューブによるものもある）を細長くカットし、細かい折り目をつけたリボン状の導体を、磁極の間の細長いスリットに配置する。音声によって導体であるリボン振動体が磁界中で振動することによって、リボンの両端に起電力が生じ、音声信号が得られる。

#### 特徴と応用
リボンが折り目を付けてゆるく張られているため、人の息など「吹かれ」と呼ばれるノイズや振動に弱い反面、振動系が軽くて動きやすいため、低音域から高音域の音に良く反応し、広い周波数帯域を持つ。音質が柔らかいことから、音声や和楽器、弦楽器などの集音に好んで使われる。

#### 速度型マイク
リボンの両面が空間に開放されているタイプは、リボン面に垂直な両側の方向からの音に対して高い感度を示し、面に平行な方向からの音に対しては感度が著しく低い、いわゆる両指向性を示す。リボン振動体はその両側の音圧差により振動し、リボンの振動速度及び出力電圧は空気の粒子速度に比例する。空気の振動速度に比例する電圧が生ずることから、速度型マイクに分類される。ヴェロシティマイク（ベロシティマイク）と呼ばれる所以である（指向性の実現法参照）。
非常にデリケートな構造を持ち、扱いに注意が必要なことや、形が大きく重いこと、出力インピーダンスが低く音声から電流への変換効率も低いことから近年はほとんど生産されていなかったが、ここ数年はその良さ（繊細な音）が見直され、高価な製品から安価な製品まで比較的多種の製品が製造されるようになっている。

### コンデンサ型
コンデンサの原理を応用したもの。

#### 構造と動作原理
互いに平行な2枚の金属板を近接させるとコンデンサになる。その一方をダイヤフラム（蒸着などにより金属を貼り付けたプラスチックフィルム、または金属薄膜）に置き換えると、振動に応じて電極間の距離が変わるため、音声信号に比例した静電容量の変化が発生する。高抵抗を介して電極間に直流電圧をかけると、静電容量の変化をそれに比例した電圧の変化として取り出すことができる（コンデンサマイクロホンカプセル）。
カプセル自体の出力インピーダンスが高いため、コンデンサマイクの電気的な出力を効率的に取り出すためには、インピーダンスを変換するための前置増幅器（プリアンプ）が必要である。インピーダンス変換素子としては真空管、電界効果トランジスタ(FET)などの極めて高い入力インピーダンスをもったものが用いられ、これは一般にカプセルの近傍に置かれる。
ダイヤフラムと対向する金属板（背極、バックプレート）との間の距離は、一般的に数十μmで、電気容量は数10pF程度である。金属板には全面に渡って小さな穴を開けて空気の流通を妨げないようにし、ダイヤフラムが振動しやすくなっている。ダイヤフラムは加わる電圧によって金属板に吸着しないように、一定の張力をかけて保持されている。そのため、コンデンサマイクロホンの振動系は高域に共振周波数を持つ。中には共振周波数が可聴帯域にあるものもあり、マイクの個性の一つとされている。
以上の「DCバイアス」方式でダイヤフラムに作用させていた直流電圧をMHz帯の低電圧高周波に置き換えたものが「HF(High Frequency)バイアス」、「RFバイアス(Radio Frequency)バイアス」と呼ばれる方式である。振幅や周波数の変調を可聴周波数の音声に変換するので雑音を抑えつつ周波数帯域の上限を伸ばすことができる、DCバイアスでは絶縁を保てない多湿な環境や雨天でも性能が落ちないなど有利な点が多い。

#### 特徴と応用
ダイヤフラムは一般に数μmの厚みしかなく、非常に軽いので、応答が非常に速くクリアな音質に特徴がある。また、ダイヤフラムの振動を制御しやすい構造のために、比較的簡単に平坦な周波数特性が得られる。一方で増幅回路を含むため、大音量で歪むことがある、温度や湿度の影響で雑音が発生しやすいなどのデリケートな部分もあるが、技術的に改良を加えてより過酷な条件での使用に耐える製品もある。大音量時の歪に対しては、マイク内部で信号を減衰させるスイッチ(Pad)をもったものもある。また指向性を変えられるものもある。
主な用途は音響測定や録音、あるいは各種機器へ組み込むなど小型化が求められる場合等である。音楽を高品位で収録する場合に使用されることが多い。スタジオなどではボーカル、弦楽器、金管楽器にしばしば利用される。逆に野外や舞台などPAでの使用では制限を受ける。

#### エレクトレットコンデンサマイク
コンデンサマイクには、前述のようなダイヤフラムに外部から直流電圧をかける方式のほかに、ダイヤフラム、背極またはバックチャンバにエレクトレット素子（半永久的に電荷を蓄える高分子化合物）を用いたエレクトレット方式がある。背極にエレクトレット素子をもつものは、ダイヤフラムの材質に制限がないので特性的に有利である（バックエレクトレット方式）。この方式を用いたスタジオ用マイクロホンも多数存在する。
また、汎用電子部品として、FETを用いたインピーダンス変換器を内蔵したエレクトレットコンデンサ（ECM）マイクモジュールが販売されており、各種製品に広く用いられるだけでなく、自作も比較的容易にしている。この種のモジュールは外部から抵抗を介して直流電圧を印加するだけで、容易に音声信号を得ることができる。安価なヘッドセット、マイクなどはほとんどがこのタイプである。
2010年代以後、振動板と変換／増幅回路をワンチップ化したシリコンマイク（MEMSマイク）が登場。指向性を持たないが幅広い帯域に感応する上に耐久性が高く消費電力が少ないといった利便性からスマートフォンや各種デジタル機器に実装され、膨大な量が使われ性能向上が続いた結果、ECMマイクはほぼ駆逐されることになった。

#### 電源供給法

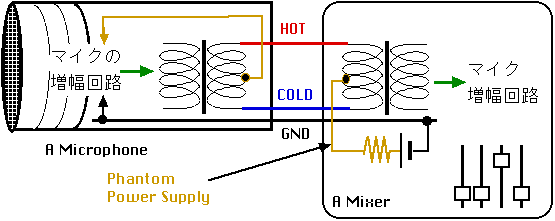
トランスを用いたファンタム電源供給法の例。ミキサのマイク入力トランスの中点とGNDの間に直流を印加する

エレクトレット方式の場合は、高い直流電圧の供給が不要となるが、いずれにせよ増幅器を内蔵しているため、コンデンサマイクは一般に直流電源を必要とする。電源供給は、本体に乾電池を入れるものや、本体には電源回路を持たずに外部の専用電源を利用するもの、ミキサーやマイクプリアンプ等からマイクケーブルを通して供給する方式（Phantom（ファンタム）電源方式）がある。ファンタム電源は多くの場合48V、消費電流は最高14mAで、規定の抵抗値を持ったブリーダ抵抗を介して平衡接続端子のHOT及びCOLDと、GNDの間に印加される。
直流電圧成分はマイクプリアンプの入力部分にあるトランスでカットされる。応答と周波数特性を重視し1980年代から登場して来るトランスを内蔵しない（Transformerless）プリアンプでは、大容量コンデンサーで直流成分を除去する。
回路の破損原因になるためダイナミックマイクにファンタム電源を掛けることは厳禁である。しかし21世紀に入るとファンタム電源で駆動する小型の増幅器を搭載して低出力やインピーダンスの問題を解消した「アクティヴ・リボンマイク」、ファンタム電源を掛けた信号経路に挿入し20dB以上の増幅を行う「インライン・プリアンプ」がそれぞれ複数機種登場し、コンデンサーマイク以外の方式でもファンタム電源を要求する場合が出て来ている。
ダイナミックマイク側の回路でファンタム電源が印加されても問題無い場合もある。例えばHOTとCOLDが同位になるように電圧を印加する、コンデンサを直列に入れるなどしてムービングコイルに電圧が印加されないようにしている。
増幅器に真空管を用いたモデルは概ね外部電源に拠っており、付属の専用電源ユニットによって内蔵増幅器や真空管のヒーター電力、成極電圧に信号と別回路で高い電圧が供給される。DPA（旧B&K）の製品でも通常3極のキャノン端子に4極を用いて130V、7極を用いて190Vの成極電圧を、音声と別回路で供給する製品があった。
民生用途、例えばパソコンに接続するマイクや民生向けポータブル録音機器、家庭用ビデオカメラ、アマチュア無線用などでは「プラグインパワー」や“接続ケーブル供給”方式が用いられている。数Vから十数Vであり、接続も不平衡である。
商用電源からの整流、バッテリーからの昇圧のいずれによっても、ファンタム電源生成の回路自体が微弱な音声信号を汚すノイズ源になりやすく、インピーダンス整合やノイズ対策が欠かせない。

### カーボンマイク
炭素粉の接触抵抗の変化を利用したマイク。

#### 構造と動作原理
板状の2枚の電極の間に炭素の粉を入れた構造になっている。一方を固定電極、もう一方を可動電極にして、電極間に直流電流を流しておくと、音声（空気振動）により可動電極が振動し、電極と炭素の粉との接触抵抗が変化するため、両端に音声に比例した電圧の変化、すなわち音声信号が得られる。コーン型のダイヤフラムの中央部に可動電極を設けて、音声から電気信号への変換効率を高めたものもある。
頑丈であり、感度は非常に高いが、炭素粉の接触圧-抵抗変化を利用しているために音が歪みやすい。

#### 特徴と応用
用途は広く、ダイナミックマイクが発明され普及するまで、レコードの録音や、アナウンサーや音楽の集音用として放送局でも使われていた。ダイナミックマイクが普及しても、有線・無線での会話の伝達用としては十分な音質であり、増幅することなく使用できることもあり、黒電話（600型電話機）や公衆電話、無線機の送話器に広く使われていた。

### 圧電マイク
圧電効果を利用したマイク。

#### 構造と動作原理
強誘電体などでできた圧電素子を電極で挟み、圧力をかけると圧電効果で電力が得られる。これを利用し、音声（空気振動）により電極を振動させ、電極から音声信号を得る。感度は非常に高いが出力電力は小さい。

#### 特徴と応用
古くからロッシェル塩（酒石酸カリウムナトリウム）が利用され、クリスタルマイクとも呼ばれた。原理的に全く同じ構造でスピーカやイヤホンも作れるが、それらと共用の圧電素子を利用したものでは近年は結晶ではなくセラミックを利用したものが多くセラミックマイクとも呼ばれる。ラペル形マイクは現在でもクリスタル使用している。高分子化合物を材料にした圧電素子もある。どれも圧電型マイクの特性として3～5kHzをピークとする周波数特性を描く。この特性は無線機などのスピーチ用として明瞭度をあげる効果があり、主として帯域が限られている状況での通話時に好ましいとされる。
特有の周波数特性を生かし無線通信、コンクリートマイク等に使われている。

### レーザーマイク
レーザー光によって空気の振動を捕らえる。

#### 構造と動作原理
レーザー光を使用して音声振動による光の揺らぎを受光素子で検出して復調する。ドップラー効果による物や、干渉計による物など複数の形式が存在する。

#### 特徴と応用
従来型のマイクの使用が困難な環境下、状況下での使用が想定される。振動板はシステムに組み込まれている物、観察や盗聴では対象物や現場の窓などを利用するものまである。
このほか、振動板を用いずプラズマを発生させ発振させた空気に音波を当て、変調音波を取り出す「イオンマイク」或いは「プラズママイク」を2008年からオーディオテクニカが研究中である。周波数によりノイズの特性が偏っているものの、可聴周波数帯域ではフラットな特性を得ている。同社は富山大学とともに、RFコンデンサーマイクの発振バイアスを直接ΔΣ変換しデジタル音声を抽出する、1bitデジタルマイクのハイレゾ化技術も研究している。

## 指向性による分類

### 指向性の種類

Omnidirectional
Bi-directional or Figure of 8
Subcardioid
Cardioid
Hypercardioid
Supercardioid
Shotgun

この図はある周波数の音において、マイク正面でどのような感度を有するかを示すもので、ポーラ・パターンまたはピックアップパターンと呼ばれる。
全指向性（無指向性）
360度全ての方向に対して感度が同等にあるものをいうが、可聴周波数全てに全指向性を得たものは無い。測定用マイクなどに使われる。オムニディレクション。
両指向性（双指向性）
正面とその反対側に対して感度がよいものをいう。両側で位相が逆になる。マイクを挟んで向かい合った2人の声の録音などに使われる。バイディレクション。
単一指向性
指向特性を図に表すと逆さのハート型を描くことから、心臓を意味するカーディオイドとも呼ばれる。正面に対して感度がよいものをいう。特定の方向以外の音を拾いにくいためハウリングやかぶりに強い。そのため舞台でのスピーチや楽器の拡声などに多く使われる。ユニディレクション。
サブカーディオイド（ワイドカーディオイド）
単一指向性と全指向性の中間的なもので、側面の感度も確保した単一指向性といえる。
狭指向性、鋭指向性、超指向性など
単一指向性より指向特性を鋭くしたものがあり、別の呼び名ではスーパーカーディオイド、ハイパーカーディオイド、ウルトラカーディオイドの順に鋭くなる。ゼンハイザーやシュアーなどではスーパーカーディオイド特性をもたせたショット・ガンをローバーと分類されることもある。
全指向性マイクは「吹かれ」に強く、近接効果が少ないのでENG等のインタビューマイクとして広く使われる。SHURE社のSM63、サンケン社のMS-5Cなどが有名である。音楽収音には全指向性マイクないし各種指向性マイクが用いられ、音響技術者や演奏者の意図、現場の音響状態、楽器の種類などさまざまな点から選択される。AKGのC414、DPAマイクロフォンの4006、ノイマンのU87、シュアのSM57、ソニーのC38等数多くの有名機種がある。野外集音やビデオカメラ用マイクには鋭指向性のガンマイクが使われることが多く、ゼンハイザーのMKH416が夙に有名である。

### 指向性の実現法
正面を0とした音源の角度をθラジアン、感度をrとすると、
- 全指向性（無指向性）は r = 1
- 両指向性（双指向性、8の字指向性）は r = cos θ
- カーディオイド特性は r = (1 + cos θ )/2

と表される。ここから判る通り、カーディオイド特性は、全指向性と両指向性の二つの特性を加算したものである。
全指向性を実現するには、カプセルがある位置での音圧を検出すればよく、両指向性を実現するには、ダイヤフラム前後の圧力勾配ないしは媒体の速度を検出すればよい。カーディオイド特性を実現するためには、両者を兼ね備えればよく、カプセル後方に音響抵抗をもった通路を設け、ある程度ダイヤフラム後方の音圧もダイヤフラムに影響を与えるようにする。コンデンサマイクでは、背極の両面にダイヤフラムを用意し、両者の出力を電気的に合成する手法もとられる。
ハイパーカーディオイド等は、カーディオイド特性より両指向性成分を増やしたもので、側面からの音を拾いづらく、背面からの音は逆相になるので、ステージでのPAに有効である。

ガンマイク（もしくはショットガンマイク）は全指向性と両指向性の加算ではなく、音響管による干渉を利用して非常に鋭い指向性を実現している。正面からの音はそのままマイクエレメントに到達するが、側面からの音は、音響管側面に配されたスリットと減速材を通る音と、正面から回り込んで音響管を通る音に分かれ、双方の音が干渉し、エレメントに届かない。これを音響管方式または位相管方式などと呼ぶ。ほかに、音響管にふたつのマイクエレメントを組み込み、正面からの音はそのまま正面用マイクエレメントに到達する。音響管側面からの音は別のエレメントに到達し、正面用とは逆相の信号を出力する。同時に正面に回り込んだ音が正面用エレメントに到達し、順相の信号を出力する。これを合成すると信号がほぼ無くなる。これを二次音圧傾度型と呼ぶ。音響管方式は側面からの音を減速させるために高精度な加工が要求され、なるべく長い音響管が求められるが、二次音圧傾度型よりも鋭い指向性が得られる。二次音圧傾度型は高度な加工が必要とされず、短い音響管でも鋭い指向性が得られるため、低コストである。
また、放物面の焦点に全指向性マイクを置くと、遠くの音源に対する鋭い指向性と高い感度が得られる（集音器）。アレイ・マイクロホンは多数のマイクを並べてその出力を電気的に足し合わせて指向性を得るものがある。単純に足し合わせても高い指向性が得られるが、それぞれの信号を演算によって遅延器を通した効果を与えると、指向性の方向を変えられる。パッシブ・アレイ・レーダーの原理と同じである。また、それぞれのマイクの信号をいったんコンピューターに記録して、計算によって音源の方向（や距離）を割り出すことが騒音探査で応用されている。

## 用途による分類

### ボーカルマイク
ヴォーカルマイク（vocal microphone)とは、人の音声（つまり歌声や話し声）を拾う目的で使われるマイクロフォンのこと。人間の音声の帯域幅の音をよく拾うマイクロフォンが選ばれる。ステージボーカルには、耐久性があり、吹かれに強く、低域をロールアウトした特性を持つ単一指向性マイクが適する。

### インストゥルメント・マイク
インストゥルメント・マイク（instrument microphone）とは、楽器の音響を拾う目的で使うマイクロフォンのこと。人の音声よりも広い帯域の音を拾うことができるもの、より高音域や、より低音域の音を拾えるものでなければならない。

### コンタクトマイク
音源に直接取り付けて使用するマイク。主に管楽器のホーン部、弦楽器の音孔の縁に取り付けて使われる。演奏を阻害しないよう小型にする必要があるためエレクトレットコンデンサー型が多い。
また、これとは別にコンタクトピックアップと呼ばれるものもあるが、これは空気振動ではなく音源の振動を直接電気信号に変換するもので、マイクロフォンとは区別される。

### 接話型マイク
口元に極近いところで利用することを前提に指向特性、周波数特性、感度を調整し、目的の声以外の音を拾いにくくしたマイク。接音マイクとも言う。
小型マイクユニットを2個内蔵し逆相接続されているものがある。口元からの距離に対する2個のマイクユニット間距離により個々のマイクユニット出力に無視できない位相差が出やすく、逆相接続でも位相差分が出力として得られる。これに対し周囲雑音は発生源位置が2個のマイクユニット間の距離に比して遠く、同相で個々のマイクユニットに届くため逆相接続によって相殺されやすい。

### ラベリアマイク
俗に「タイピンマイク」と呼ばれる、クリップで衣服に取り付けて声を拾う小型マイク。話者が小型の無線送受信機を携え、音響機器に音声を飛ばすワイヤレスタイプが増えている。「コンタクトマイク」もラベリアマイクの一種である。この節全般に言えるが、分類はメーカー、販売業者、利用者によってまちまちであることに注意したい。

### バウンダリマイク
バウンダリマイク（Boundary Microphone ）、PZM（Pressure Zone Microphone ）は、壁、床面等に貼るマイク。反射音の干渉が減り感度が高くなる。小型にする必要があるためエレクトレットコンデンサー型が多い。バウンダリマイクは正方形や三角形の板の中央に全指向性のマイクが埋め込まれている構造である。対してPZMは板に少し隙間を設けてマイクを取り付けて一度板に反射した音声を突起部内下向きに設置したマイクが集音する仕組であり、狭い空間の奧にマイクユニットを置いて反射音の影響をなくそうという構造をしている。指向性は半球型となっている。
背丈が低いので、目立たないという利点もある。
壁面に埋め込むタイプもある。

### 防水マイク（防雨マイク）
野外や湿気の多い場所で使用することを前提に開発されたマイク。一部の製品は浅い深度での水中で使用可能な物もある。野外（特に荒天下）、プールサイド等での利用を前提にしている。

### 水中マイク
水中に投入して使用することを前提に開発されたマイク。海中生物の生態調査等に利用される。

### コンクリートマイク
分厚い壁の表面に取り付けることで、壁越しに音を聞くことのできるマイク。警察や探偵等が情報収集や犯罪調査で利用する。

### ワンポイントステレオマイク
本来、ステレオ録音するためには、個別のマイク2本を2本のスタンドに取り付けたり、ステレオバーに取り付けて1本のスタンドに組み込むことで行ってきたが、一本の主軸に2つのマイクエレメントを組み込むことで、1本のマイクと同様の扱いやすさを可能にしたマイク。マイクエレメントの中心位置を同一軸に組み合わせるXYステレオ方式やMSステレオ方式のものがほとんどである。前者はエレメントを回転させてダイヤフラムの角度を調節できたり、ハンディレコーダー用には外側に傾けてABステレオ方式に切り替えられるものもある。MSステレオ方式は各マイクの信号レベルを簡易的に調節できるものもある。ノイマンのSM69、サンケンのCMS-2など有名機種が多い。さらに発展させた形式として、サラウンド収音用や、VR動画の流行を追うようにして登場したVR音響のマイクも存在する。そのほか、マイク間に20cm以内の距離を持たせたラジオ・フランス(ORTF)方式は同じマイク2本とスタンドへの取り付けで対応されることが多い中、SCHOEPSのMSTC64Uがあり、Superlux S502というほぼ同じ外見を持つ製品も生産されている。ヘッドフォン聴取を前提としたバイノーラル収音用途に人間の頭部、あるいは胸部から上を模したバッフルの耳部分にマイクエレメントを埋め込んだ「ダミーヘッド・マイクロフォン」も一種のステレオマイクである。直径20cmの球体の両端にマイクエレメントを配したKFM6(SCHOEPS)、BS-3D(T.H.E.Audio)はダミーヘッド方式から派生したバウンダリーマイクと言えるだろう。
用途としては、小柄で軽量であることが売りとなるペンシルタイプやテーブルスタンド用もさることながら、さらに小ささが求められるラベリアマイク（タイピンマイク）、1本の位相管にまとめられるステレオショットガンマイク、機動性が重要なハンディレコーダやビデオカメラ、スマートフォン、デジタル一眼レフカメラ用など、非常に多彩である。

### ヘッドセット
ヘッドセット (音響機器)は、スピーカーとマイクが一体型になっており、通信に用いられるものである。（なお、これに対して「ハンドセット」のほうは、いわゆる“電話機の受話器”である。）

### 骨伝導マイク
人体の頭部または頚部に直接接触させ、音声を拾う装置。空気中の音波を拾うわけではないため、むしろコンタクトピックアップの一種だが、便宜上マイクと呼ばれる。携帯電話、無線通信、ライダーやドライバーの交信など、騒音下でも小さな声を確実に捕らえる必要がある場合に用いる。

### スタンドマイク
「スタンドマイクの定義は、固定型（据置型）の無線機に用いるマイクだ」。机の上に置いて使う。後述のPTTスイッチが付いている。無線通信に適した音質になるように、コンプレッサ、フィルタ回路等が付いていることがある。なお、「スタンドマイク」という呼称はしばしば、床置型マイクスタンドに設置されたマイクに対する俗称としても用いられる（卓上に置かれるのは「デスクマイク」とも呼ばれる）。

## 有線マイクとワイヤレスマイク
信号の伝送を電線で行うものと、電線を使わないものがある。
ワイヤレスマイクとは、信号の伝送を電線で行うのではなく、電磁波（電波、赤外線、可視光線）を用いるマイクである。
ワイヤレスマイク（wireless micorophone）という表現はイギリス英語であり、アメリカ英語ではラジオマイク（radio micorophone）という。
実用化されているのは電波と赤外線によるものである。
電波を用いるものは、日本の電波法令ではラジオマイクと呼ばれる。
- 概説については、ラジオマイク
- 陸上移動局の免許を要するものは、特定ラジオマイク
- 特定小電力無線局の種別としては、
  - ラジオマイク用特定小電力無線局
  - 補聴援助用ラジオマイク用特定小電力無線局

- 微弱電波を用いるものは、微弱無線局

赤外線を用いるものは、赤外線ワイヤレスマイク
そのほか、主として日本以外の国にかかわることはワイヤレスマイクをそれぞれ参照のこと。

## 付加機能

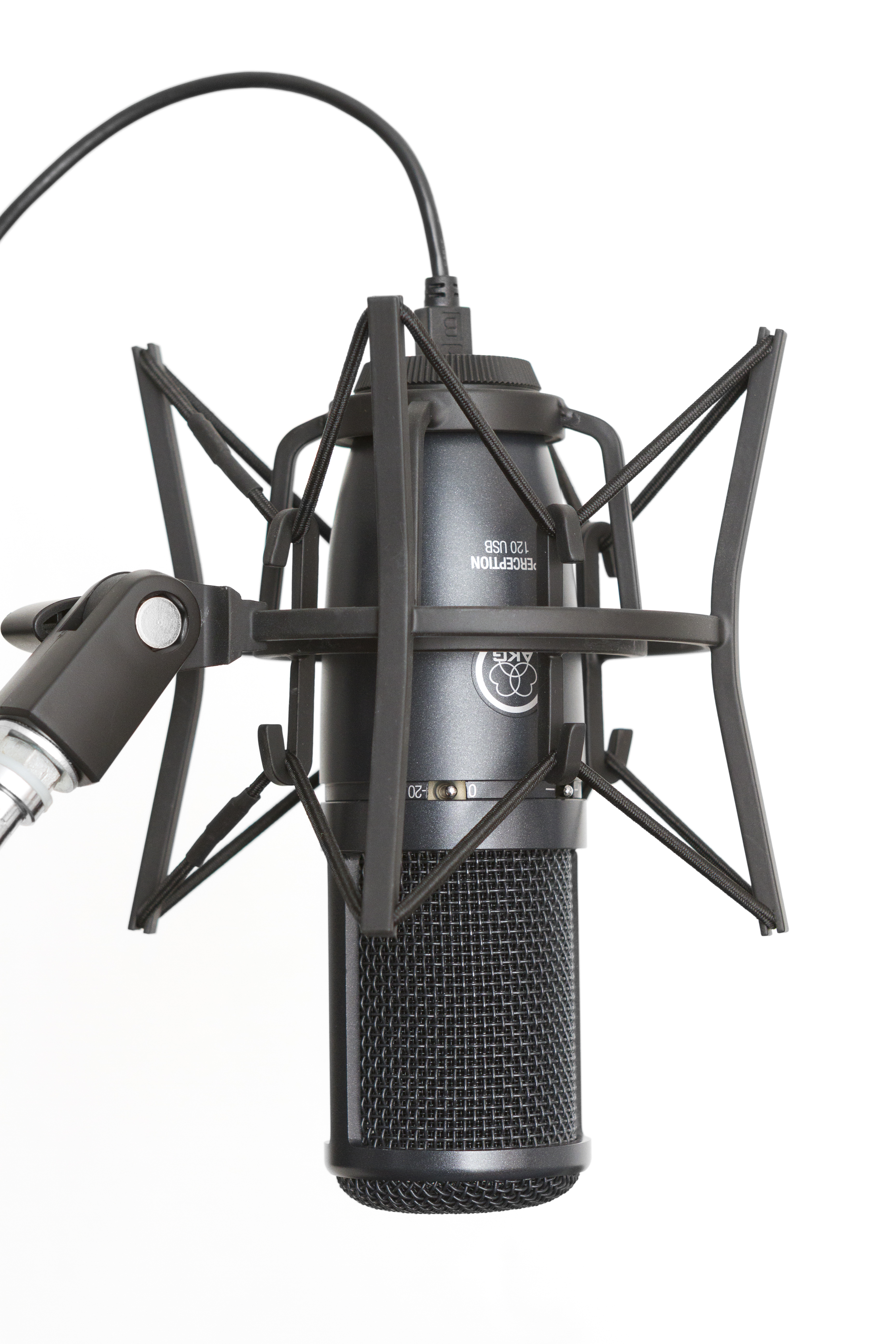
一般的な構造のショックマウントを付けたマイクロフォン。ジグザグの箇所がゴム製の紐になっており、これが振動を軽減する。

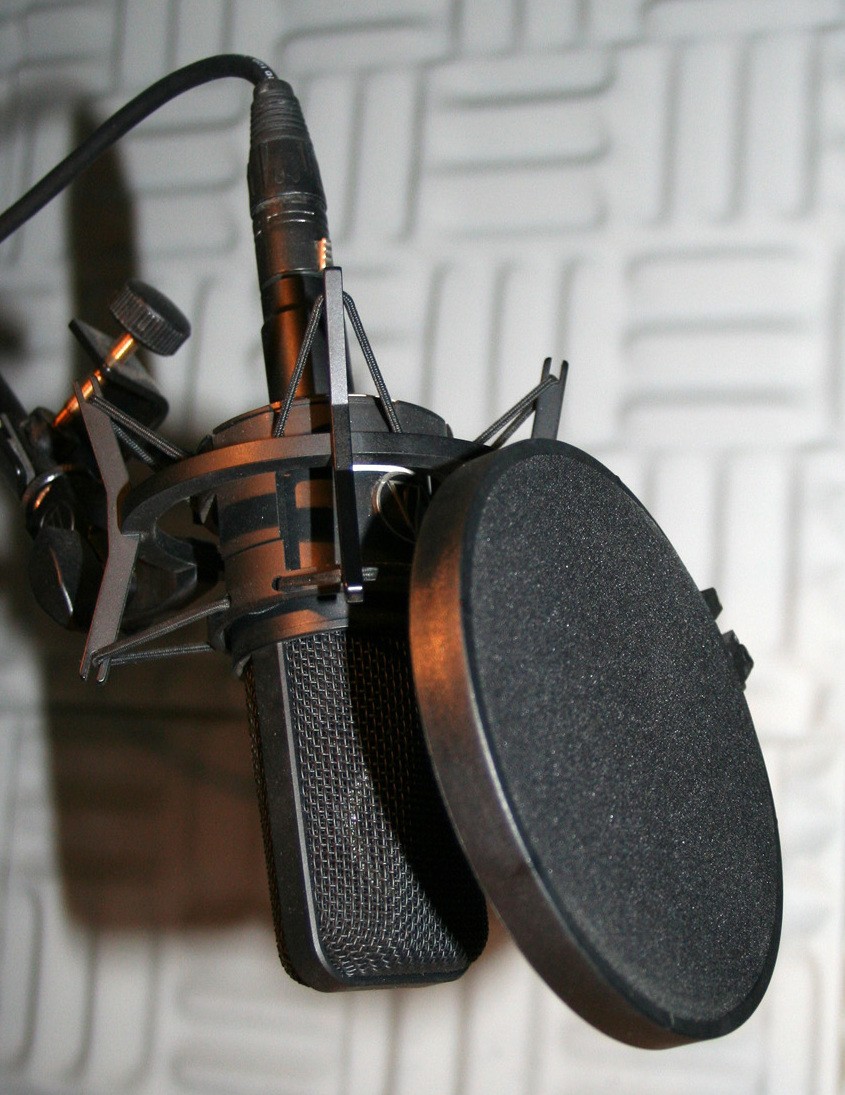
ポップフィルターを付けたマイクロフォン。

音声ON/OFFスイッチ
比較的廉価なダイナミックマイクに多く搭載されていて、マイクの音声出力に挿入されるスイッチで音声のON/OFFをおこなう。電源スイッチとは区別されている。OFF時には出力をショートすることによってアンプの入力が解放になることを防ぎ誘導ノイズの影響を受けにくくするが、ON/OFF時にノイズが出やすいので切り替えノイズを問題にする場合はカフボックスを使用したり、ミキシング・コンソールを使用するときはオペレータが使用状態に応じて出力を操作する。不用意にON/OFFすることを防ぐため、スイッチをON状態で固定できる機種もある。ワイヤレスマイクでは電源スイッチが音声のON/OFFを事実上兼ねていることが多い。
電源スイッチ
電池を内蔵するマイクにおいて回路へ供給する電流をON/OFFする機構。ON/OFF時に大きいノイズを出す場合があり、出力のON/OFFの代用として使用するのは望ましくない。
PAD
カプセル以降のアンプに対して過大入力が予想される場合に出力を減衰させる。コンデンサーマイクの場合はカプセルに並列に小容量のコンデンサーを接続することで効果を得る。
フィルタ
不必要な周波数帯域をマイク側で低減させるための機能。多くはローカットであり、機種によっては数段階の切り替えが可能なものもある。
指向性切り替え
カプセルに電圧を与えて制御する方法と物理的にシャッターなどを用いて制御する方法がある。
特性が同じダイヤフラムを二つ搭載したステレオマイクでは、MS方式でセパレーションの補正を録音後に行うことが可能で、MS・XY方式のいずれも2系統出力される信号の位相やミックス量の調整次第で録音後に指向性の調整も可能なモノラルマイクとして転用できる。MKH800 Twin(ゼンハイザー)やEHR-T(Ehrlund)、LCT640TS(Lewitt)など録音後の指向性変更・調整に特化したモデルもある。
出力インピーダンス切り替え
出力トランスの2次側の結線を変更することにより出力インピーダンスを選択できる機種がある（例:ノイマン社の製品など）。無線機用のダイナミックマイクの一部にも見られる。
PTT（Push To Talk)
トランシーバー等で送信/受信を切り替えるためのスイッチ。一般には押す/押し下げることにより送信となる。音声のON/OFFと混同しないように注意が必要である。
デジタル出力
マイクロフォンにADコンバーターを内蔵し、音声出力をデジタル信号として取り出す物。デジタル入力のミキサーに直接接続することを目的としている。
サスペンション/ショックマウント
マイクスタンドから伝わる振動をマイクに伝えないようにするための防振装置。マイクの形状に合わせた専用品がメーカーから供給されるのが一般的である。
ポップフィルター
スタジオでコンデンサーマイク使用時にマイクの吹かれ防止のために口とマイクの間に挿入する防風フィルター。材質は金属（金網）であったり、ストッキング類似の繊維素材であったりする。
ウィンドスクリーン/風防
吹かれ防止と野外での使用において風切り音を低減させるためにマイクに被せて使用する。材質はスポンジ状の物であったり、目の細かい金網と薄いスポンジを組み合わせた物など各種ある。防水効果を期待して使うものではない。
ウィンドシールド/俗称 籠 （ソフタイを含む。）
ガンマイクにおいてマイク全体を収納する風防のこと。手持ち/ブームに装着して強風時の屋外アプリケーションや対象物を追いかける（風切り音が発生する。）場合に使用。
ウィンドジャマー
Rycote社の開発した強風対策のための毛皮風防アダプタ。ウィンドシールドやウィンドスクリーンに装着して風防効果を高める。
アコースティックイコライザー
DPA社の製品に見られるオプションで、マイクに装着することにより指向特性や高域特性を変化させる。外観は球状であったりコーン型であったりと様々である。
マイクフラッグ
会見用・インタビュー用のマイクなどに用いられるもので、社名や番組名などを表示するためにマイク本体の手元部分に取り付ける付属部品。

## 特性
感度（感度レベル）
平面進行正弦波の自由音場にマイクロホンを置いたときの開放出力電圧と自由音場音圧との比。音圧は 1 Pa を基準とし、 V/Pa, mV/Pa などで表す（例： 1 mV/Pa）。また、「感度レベル」として基準レベルを 1 V/Pa にとったデシベル表示が行われる（例： -60 dB）。同じ値が dBV/Pa として表記されることがあるが（例： -60 dBV/Pa）、 dBV は対数で Pa は真数であり、表記としては誤りである。
ダイナミックレンジ
マイクがどれ位小さい音から大きい音まで歪みなく拾うことができるかをあらわしたもの。単位はdBで最小値と最大値の比率を表現する。
周波数帯域（周波数特性）
マイクがどれ位低い音から高い音まで拾うことができるかをあらわしたもの。20Hz ～ 20kHz ±3dB等と示す。
指向特性
マイクがどの方向の音をよく拾うかをあらわしたもの。正面からの角度と対応する感度を円形のチャートで表現する。指向性による分類で前述。
SN比
信号（Signal）とノイズ（Noise）の比率。単位はdB。この値が大きいほど、ノイズの割合が低く優秀である。値が小さいほどノイズが少ないとみなす「等価雑音レベル」とは異なる。
ダイナミック型よりコンデンサー型の方が有利で、2018年の時点で値をメーカーが公表した製品に限ればLEWITTの単一指向性マイク"LCT 540 Subzero"が最もノイズが少ないと言える。
最大入力許容音圧
マイクは過大な入力があると歪む。どの程度の入力まで歪まずに耐えるかを示す。例えば140dB S.P.L. at 1kHz, 1%THDとあれば、音圧レベル140dBで高調波歪率が1%である。
出力インピーダンス
歴史的経緯から 600 Ωのものが一定数あるがやや古い設計で、 250 Ωや 50 Ωなど、もっと低い出力インピーダンスが現代的な設計である。マイクアンプの入力インピーダンスは出力インピーダンスの数倍以上に高くとられる。
ダイヤフラム
ダイヤフラムをマイク本体の軸に対してどのように配置されているかや、ダイヤフラムの口径などを示す。軸に対して直角（つまりマイクの横方向）に取り付けられたものをサイドアドレス方式といい、マイクの横から音を拾う。大口径のダイヤフラムを組み込みやすい。軸と同じ方向に取り付けたものをエンドアドレス方式という。ボーカルなどではマイクの軸に向かって発音する。ダイヤフラムは小さくなるが、小型化が可能。
自己ノイズ換算レベル

消費電力

## 取扱い

### 保管
高温多湿を避けるのが基本である。廉価なものを除いて、マイクロフォンには専用のマイクケースが付属しているので、それを利用することが多い。特に、コンデンサ型は湿気により音質が変化するので保管には注意する。デシケータと呼ばれる除湿容器を用いることもある。業務用などで多量のマイクを保有する場合にはマイク用に設計されたキャリングケースを用いるとよい。

### マイクテスト
音声（後述）、または楽器演奏の音を集音し、スピーカーやヘッドフォンから出力される音を確認するのが通常である。通常、「マイクの調整」と呼ばれるがごく一部を除いてマイク自身の特性を変えてしまうことはなく、伝送系の途中に挿入されたイコライザなどで周波数特性を調整する場合がほとんどである。
ドラムセットなど、狭い空間に多くのマイクを設置してミキシング・コンソールとの接続がわかりにくい場合などは、ウインドスクリーンを爪でガリガリと引っ掻いて確認するガリ送りと呼ばれる方法を用いる。
マイクテストで使われる音声の決まり文句として「あ、あ、あ」「ただいまマイクのテスト中」「本日は晴天なり」がしばしば用いられる（無線通信ではこの「本日は晴天なり」との語句を使うべきことが総務省令無線局運用規則第14条第1項別表第4号と第39条で定められている）。これは英語の"It's a fine day."を直訳したものとされている。ただし、英語原文では破裂音など想定される発音が入っているが、日本語訳ではその効果はない。
教育を受けた音響オペレータがマイクのテストならびに調整を行う際は、目的の周波数成分に応じた声を発して、それを聞いて作業する。よく使われる文言は下記の通りであるが、この通りにしなくてはならないという決まりはなく、これ以外の文言または普通の会話や歌声で調整するオペレータもいる。
マイクテストの文言の例
「マイクテスト」（そのまま）、「テスト」、「チッチッチッ」（舌打ち。主に高域）、「チェック、チェック」「ハー、ハー」「ワン、ツー、スリー、フォー」（これは英語圏にも多い）、「ハロー」「ヘイ、ヘイ」（以上、主に中高域）、「ロウ、ロウ」（主に低域）「ハッ、ハッ」。
なお、音響機器の取り扱いを知らない人がしばしば行う「テスト」として、マイクロフォンを叩いたり、息を吹きかけたりすることがあるが、これらは振動板に衝撃を与えるとともに、アンプで増幅された衝撃音がスピーカーを破損させることがある。反対に前述の「ガリ送り」を悪影響あるテスト方法と勘違いされている。

### そのほか取り扱いに関する注意
上記の吹き・叩きのほか、以下のような取扱いは避けたほうが良い
- 単一指向性マイクを手に持つ場合、ウィンドスクリーン（金網やスポンジで覆われている部分）を握らず、軸の部分を持つ。そうしないと、特にPAで使用される場合にハウリングの原因となる。指向性の実現法にあるように、単一指向性マイクはマイクユニット後方の空気穴によって前方への指向性を実現しているので、ウィンドスクリーンを握ってマイクユニットの空気穴を塞ぐと、全指向性に変化して意図しない音まで集音してしまうためである。

## ギャラリー
- ダイナミックマイクの使用例（写真はシュアSM57）。
- 注目を集める記者会見では、報道各社のマイクロフォンが並ぶ。マイクに社名やロゴが表示される。